# 6067 Donutil
6067 Donutil eller 1990 QR11 är en asteroid i huvudbältet som upptäcktes den 28 augusti 1990 av den tjeckiske astronomen Zdeňka Vávrová vid Kleť-observatoriet.  Den är uppkallad efter skådespelaren Miroslav Donutil.
Asteroiden har en diameter på ungefär 14 kilometer.